# Syngonanthus aquaticus
Syngonanthus aquaticus là một loài thực vật có hoa trong họ Eriocaulaceae. Loài này được Silveira miêu tả khoa học đầu tiên năm 1908.